# Kasaner Kathedrale (Almaty)

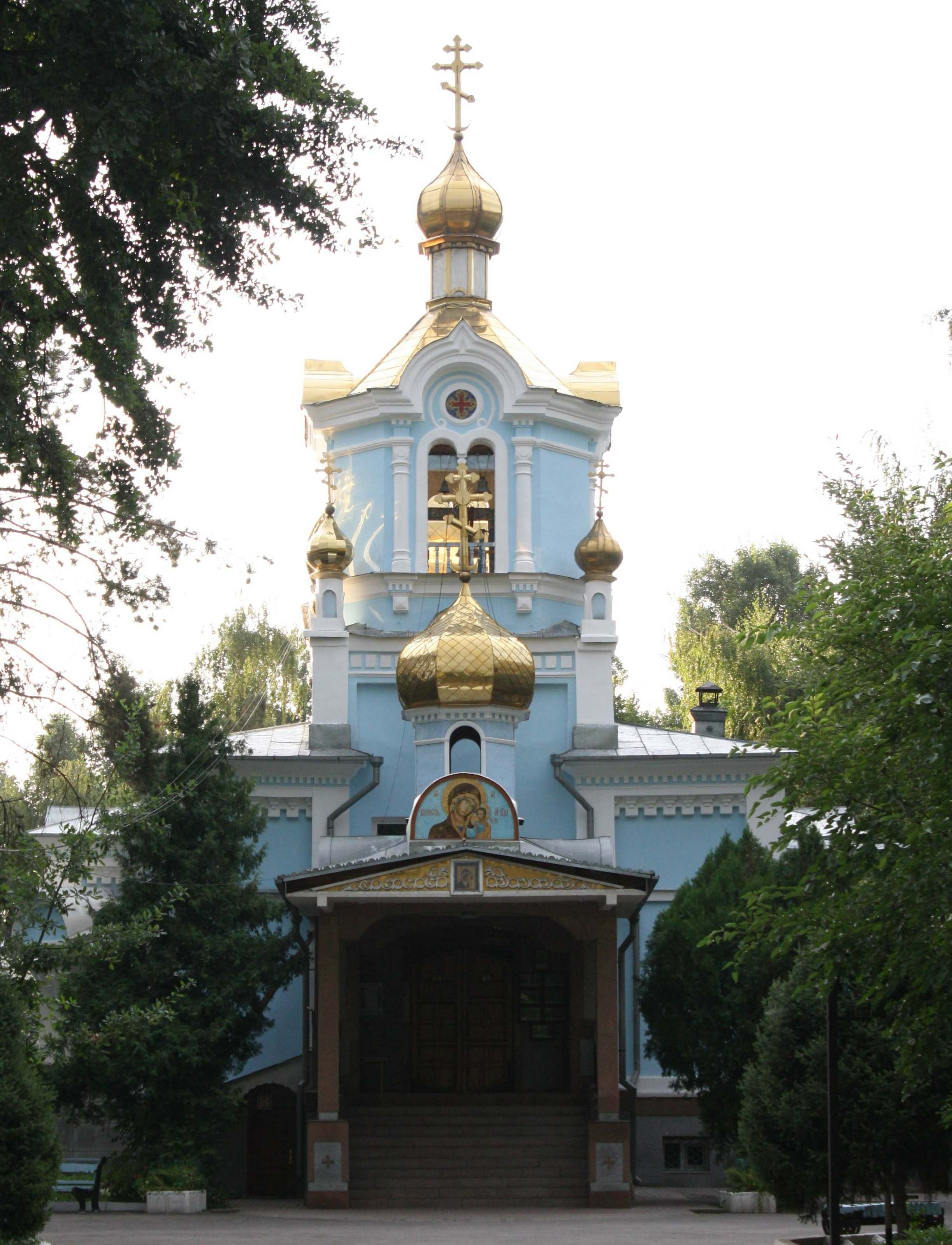
Die Kasaner Kathedrale

Die Kathedrale der Gottesmutter-Ikone von Kasan (russisch Собор в честь иконы Божией Матери Казанская) ist ein russisch-orthodoxes Kirchengebäude im kasachischen Almaty. Die Kathedrale wurde zwischen 1889 und 1898 errichtet und befindet sich nördlich des Stadtzentrums.

## Geschichte
Ein Vorgängerbau der Kasaner Kathedrale wurde 1857 nur drei Jahre nach der Gründung von Almaty als Sophienkirche erbaut. Am 25. November 1864 wurde beschlossen, die Kirche an einen neuen Standort zu verlegen und sie zu Ehren der Muttergottes von Kasan umzubenennen. Der Umzug an den neuen Standort wurde am 13. November 1871 abgeschlossen. Im Jahr 1887 wurde das Kirchengebäude durch ein Erdbeben zerstört.
Das heutige Kirchengebäude wurde zwischen 1889 und 1898 erbaut. Die Weihe durch den Bischof von Taschkent und von Turkestan fand 1901 statt. Am 22. März 1934 wurde die Kathedrale geschlossen und das Gebäude an einen landwirtschaftlichen Betrieb übertragen. Erst am 16. Dezember 1944 wurde sie an die Russisch-Orthodoxe Kirche zurückgegeben. Damit war die Kasaner Kathedrale eines der ersten Kirchengebäude in Alma-Ata, das an die Kirche zurückgegeben wurde. 1953 wurde das Hauptgebäude um eine Kapelle erweitert, die dem Heiligen Georg geweiht wurde.
Nach 1991 wurde mehrere Jahre lang Reparatur- und Restaurierungsarbeiten in der Kathedrale durchgeführt. Bis heute ist die Kasaner Kathedrale das älteste der orthodoxen Kirchengebäude in Almaty und eines der ältesten erhaltenen Gebäude der Stadt.